# Dominique Sutton

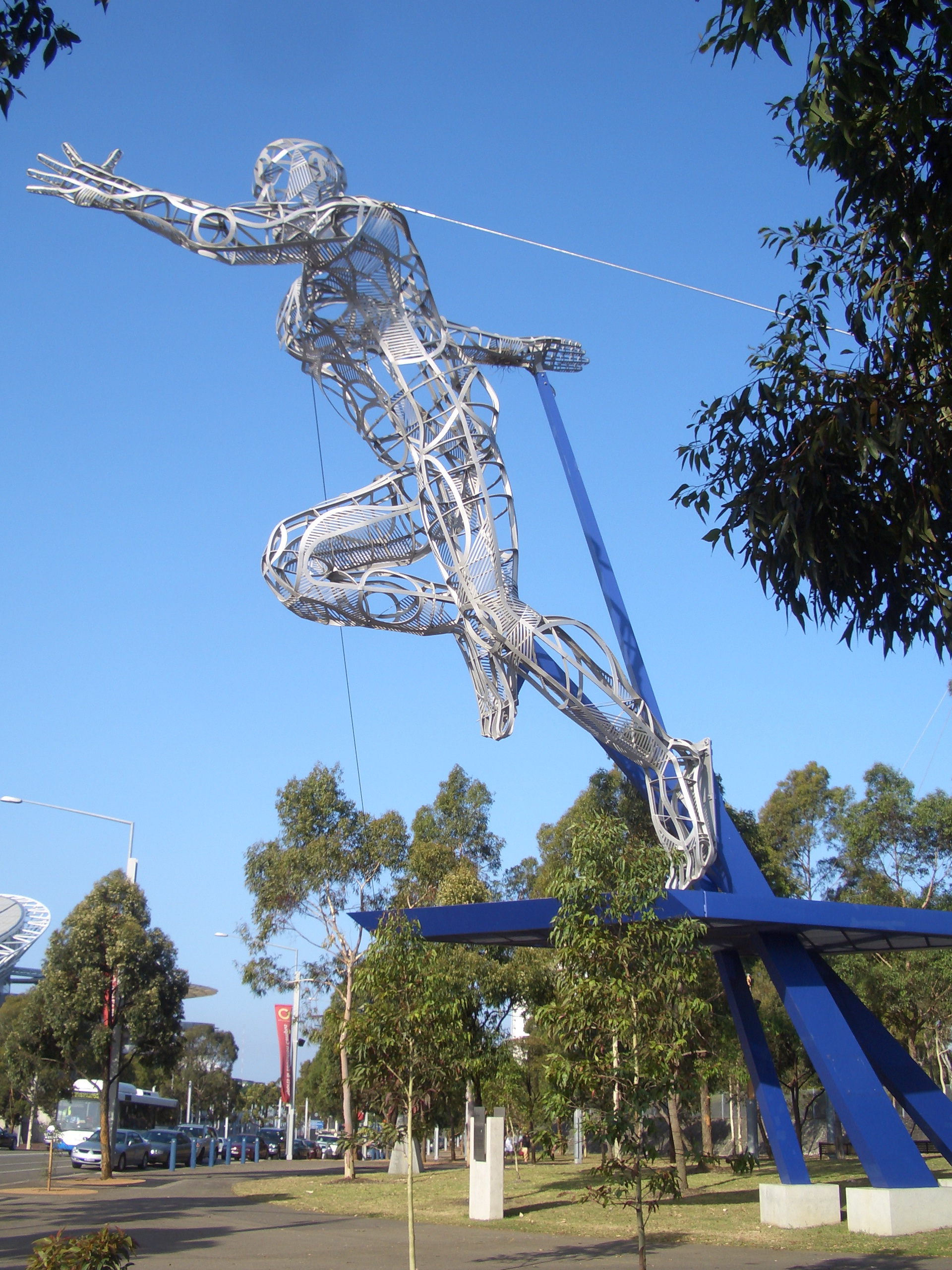
De sprinter (1998) in het Olympic Park Sydney

Dominique Sutton (Sydney, 1970) is een Australische beeldhouwster.

## Leven en werk
Sutton werd geboren in Australië, maar kreeg haar schoolopleiding geheel in Engeland. Na de middelbare school volgde zij van 1989 tot 1990 een kunstopleiding aan het West Surrey College of Fine Arts en van 1991 tot 1993 studeerde zij aan de John Moore's University in Liverpool. Met een beurs sloot zij haar opleiding af aan het San Francisco Art Institute in San Francisco. Zij kreeg diverse opdrachten in Londen en had haar eerste solotentoonstelling met tekeningen en schilderijen in 1994 bij de Wonersh Gallery in Surrey.
In 1996 keerde Sutton terug naar Australië, waar zij een aanstelling kreeg als beeldhouwer in een bronsgieterij. Met haar laservaring kreeg zij in 1998 de opdracht drie stalen draadsculpturen te vervaardigen voor de AMP Tower in Sydney, ter gelegenheid van de Olympische Zomerspelen 2000. De beelden moesten symbool staan voor de deelnemers aan de Olympische en de Paralympische Spelen : de gymnast, de sprinter en de gehandicapte basketballer. De beelden, van elk 12 meter, werden met hulp van 50 lassers vervaardigd en met een helikopter gemonteerd op het op 250 meter hoogte gesitueerde terras.
De drie beelden werden na de spelen elders herplaatst.

## Werken (selectie)
- The Lovers (1995), Guildford (Engeland)
- Carved dancer (1995), Londen
- The Sprinter (1998/99, herplaatst 2002), Olympic Park Sydney
- The Paralympic Basketballer (1998/99), herplaatst voor het Australian Institute of Sport (AIS) in Canberra
- The Gymnast (1998/99), herplaatst voor het AIS, Canberra
- Wall sculpture (1999), Sydney
- A Walk in Time (2003), George Street in Sidney
- Out to sea (2004), Sculpture by the sea, Sidney
- The Australian Railway Memorial (2005), station Werriz Creek in New South Wales[2]

## Fotogalerij

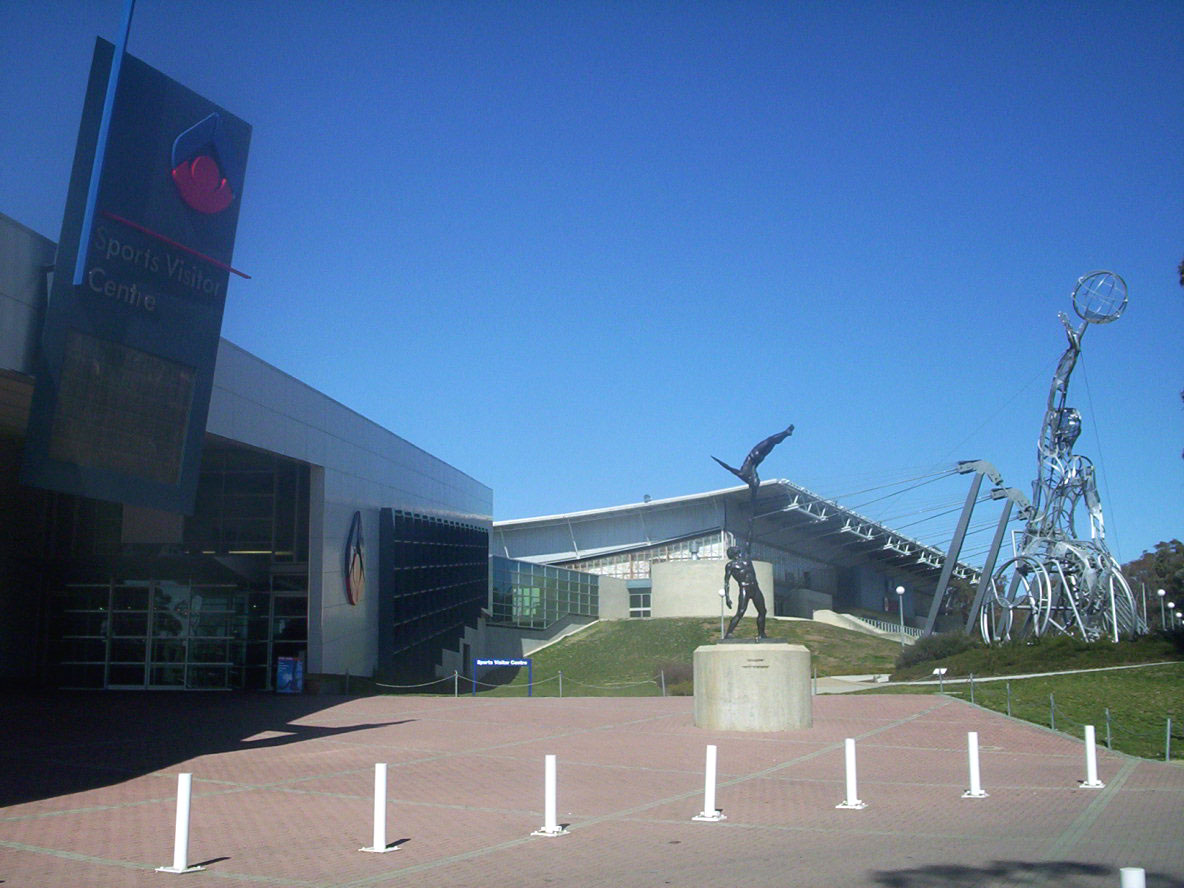
The Paralympic Basketballer (1998)
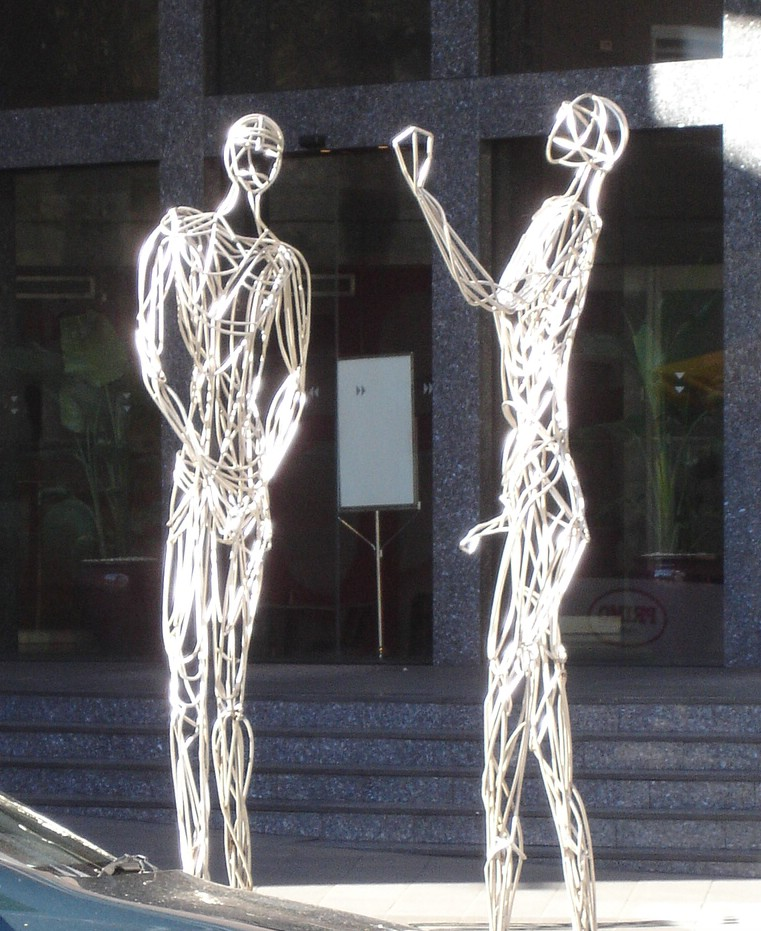
A Walk in Time (2003)